# Étoile Sportive du Sahel (pallacanestro)
La sezione pallacanestro dell'Étoile Sportive du Sahel (conosciuto anche come E.S.S.) è la squadra principale di Susa, in Tunisia.
La sezione di pallacanestro ha vinto sei titoli nazionali e cinque Coppa di Tunisia; ed ha ospitato nel 2008 la ventitreesima edizione della Coppa dei Campioni africani arrivando in finale e perdendo con i campioni in carica angolani del CD Primeiro de Agosto.

## Palmarès
- FIBA Africa Club Champions Cup: 1
2011.
2008, 2013 finalista.
- Nationale A: 6
1981, 2007, 2009, 2011, 2012, 2013.
- Coppa di Tunisia: 5
1981, 2011, 2012, 2013, 2016.